# ワルシャワ工科大学
ワルシャワ工科大学（英語: Warsaw University of Technology、略称WUT）は、ポーランド・ワルシャワに本部を置くポーランドの公立大学である。19学部を擁しており、中央ヨーロッパでは最大規模の工科大学の1つであり、ポーランド国内ではグダニスク工科大学、ヴロツワフ工科大学と共にトップクラスの工科大学の1つである。

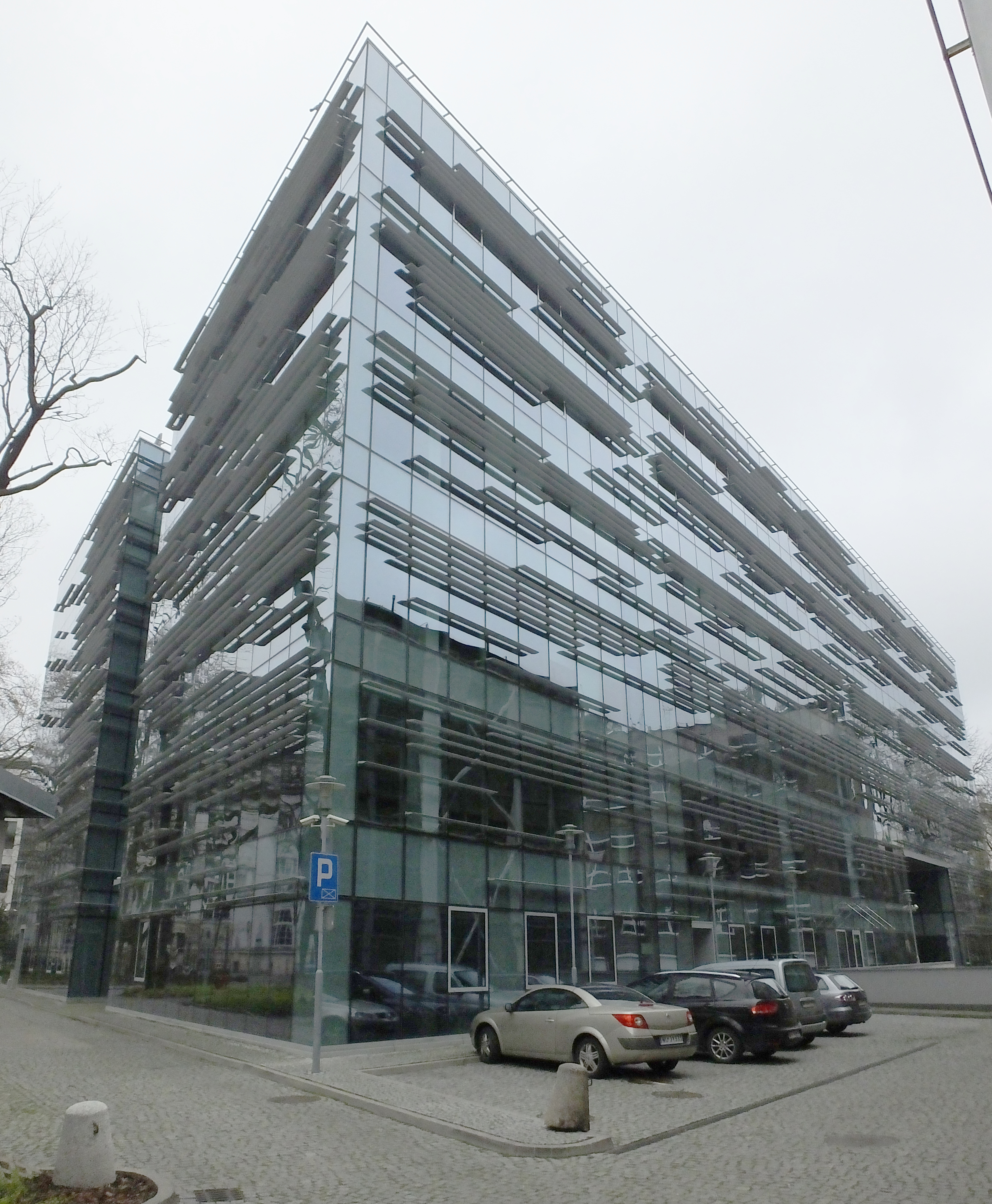
数学・情報科学部棟

## 歴史
ポーランド最初の工科大学とされ、起源は、1826年1月4日に開校した工科大学の予備校である。1831年11月19日に11月蜂起の影響により一度は閉校し、その後1898年6月8日に「ニコライ2世・ワルシャワ工科大学」として再建される。指導言語はロシア語であり、開学当初の学部は数学部、化学部、工学部の3学部であった。1902年6月に鉱業学部が設置される。
1915年8月5日、ワルシャワに侵攻してきたドイツ軍はポーランド人の同情を得るために、ワルシャワ大学と同大学の指導言語をポーランド語とすることを許可する。同年11月15日「ワルシャワ工科大学」として再設立された。第二次世界大戦中は、約3,000人の学生が秘密コースを受講していた。

## 学部
- 行政学・社会科学
- 建築学
- 自動車工学・建設機械工学
- 化学・プロセス工学
- 土木工学
- 電気工学
- 電子工学・情報工学
- 建築サービス・水理学・環境工学
- 測地学・地図学
- 数学・情報科学
- 経営学
- 材料工学
- 機械工学・生産工学
- メカトロニクス
- 物理学
- 力学・航空工学・* 交通工学
- 土木工学・力学・石油化学
- 経済学・社会科学

## 主な学術交流協定校
- 中華人民共和国
  - 北京工科大学
  - 北方工業大学
  - 南京航空航天大学
  - 中北大学
  - 西北工業大学
  - 天津理工大学
  - 天津大学
- インド
  - インド工科大学チェンナイ校
- インドネシア
  - Sepuluh Nopember Institute of Technology (ITS)
- 日本
  - 北海道大学
  - 静岡大学
  - 名古屋大学工学部（部局間交流）
  - 富山大学工学部（部局間交流）
  - 福井大学工学部（部局間交流）
  - 九州大学（部局間交流）
  - 青山学院大学
  - 明治大学理工学部（部局間交流）
  - 早稲田大学
- 大韓民国
  - 漢陽大学校
  - 蔚山大学校
  - 仁荷大学校
  - 慶北大学校
  - KAIST
  - 光州科学技術院
- シンガポール
  - 南洋理工大学
  - シンガポール国立大学
- 中華民国
  - 国立台北科技大学
  - 国立台湾科技大学
  - 国立台湾大学

## 大学ランキング
2021年版QS世界大学ランキングにおいて、501-510位にランクイン。科目別では、工学・科学技術（Engineering and Technology）部門で230位となっている。
タイムズ社の2021年版THE世界大学ランキングでは、1001+の評価を受けている。

## 主な出身者
- アルフレッド・コージブスキー - 学者
- ヨアンナ・ケミレスカ - 推理作家